# Paranthrene porphyractis
Paranthrene porphyractis là một loài bướm đêm thuộc họ Sesiidae. Nó được tìm thấy ở Uganda.